# Nothing but the Beat
Nothing but the Beat – piąty album studyjny francuskiego DJ-a Davida Guetty. Premiera odbyła się 26 sierpnia 2011 roku, a wydany został przez Virgin Records (EMI).
Pierwsza płyta zawiera utwory śpiewane przez wielu artystów, z którymi Guetta współpracował wcześniej, m.in. will.i.am, Nicki Minaj i Akon, a także z którymi pracuje pierwszy raz, min. Jessie J, Sia i Usher. Druga płyta zawiera instrumentalne utwory. Jest to pierwszy album Davida Guetty, w którym wokalnie nie uczestniczył Chris Willis.
Ocena krytyków była mieszana. Album otrzymał nominację do nagrody Grammy 2012 w kategorii najlepszy album taneczno-elektroniczny.
Album w Polsce uzyskał status złotej płyty.

## Lista utworów
Opracowano na podstawie materiału źródłowego.

### CD1
1. „Where Them Girls At” (feat. Flo Rida & Nicki Minaj)
2. „Little Bad Girl” (feat. Taio Cruz & Ludacris)
3. „Turn Me On” (feat. Nicki Minaj)
4. „Sweat” (Snoop Dogg vs. David Guetta)
5. „Without You” (feat. Usher)
6. „Nothing Really Matters” (feat. will.i.am)
7. „I Can Only Imagine” (feat. Chris Brown & Lil Wayne)
8. „Crank It Up” (feat. Akon)
9. „I Just Wanna F.” (David Guetta & Afrojack feat. Timbaland & Dev)
10. Night of Your Life (feat. Jennifer Hudson)
11. „Repeat” (feat. Jessie J)
12. „Titanium” (feat. Sia)

### CD2
1. „The Alphabeat”
2. „Lunar” (David Guetta & Afrojack)
3. „Sunshine” (David Guetta & Avicii)
4. „Little Bad Girl” (Instrumental Edit)
5. „Metro Music”
6. „Toy Story”
7. „The Future” (David Guetta & Afrojack)
8. „Dreams”
9. „Paris”
10. „Glasgow”

### CD3 (Edycja Deluxe – Party Mix)
1. „Where Them Girls At” (Party Mix)
2. „Turn Me On” (Party Mix)
3. „Sweat” (Party Mix)
4. „Paris” (Party Mix)
5. „Without You” (Party Mix)
6. „Little Bad Girl” (Party Mix)
7. „The Future” (Party Mix)
8. „Titanium” (Party Mix)
9. „Sunshine” (Party Mix)
10. „Lunar” (Party Mix)

## Nothing but the Beat 2.0
1. „Titanium” (feat. Sia)
2. „Turn Me On” (feat. Nicki Minaj)
3. She „Wolf (Falling to Pieces)” (feat. Sia)
4. „Without You” (feat. Usher)
5. „I Can Only Imagine” (feat. Chris Brown & Lil Wayne)
6. „Play Hard” (feat. Ne-Yo & Akon)
7. „Wild One Two” (Jack Back feat. David Guetta, Nicky Romero & Sia)
8. „Just One Last Time” (feat. Taped Rai)
9. „In My Head” (David Guetta & Daddy's Groove feat. Nervo)
10. „Where Them Girls At” (feat. Flo Rida & Nicki Minaj)
11. „Little Bad Girl” (feat. Taio Cruz & Ludacris)
12. „Sweat” (Snoop Dogg vs. David Guetta)
13. „Crank It Up” (feat. Akon)
14. „Nothing Really Matters” (feat. will.i.am)
15. „Every Chance We Get We Run” (David Guetta & Alesso feat. Tegan and Sara)
16. „Sunshine” (Edit) (David Guetta & Avicii)
17. „Lunar” (Edit) (David Guetta & Afrojack)
18. „What the Fuck?”
19. „Metropolis” (Edit) (David Guetta & Nicky Romero)
20. „The Alphabeat” (Edit)
21. „Toy Story” (Edit)